# V район (Турку)
V район (фин. V kaupunginosa, швед. V stadsdel иногда — Итяранта фин. Itäranta, швед. Öststranden) — один из центральных районов города Турку, входящий в Центральный территориальный округ.

## Географическое положение
Район расположен вдоль восточного побережья реки Аурайоки в связи с чем и получил своё второе наименование Итяранта (фин. Itäranta). С севера граничит с IV районом — Мартти, с юга — Вяхяхейккиля и с запада — Корпполайсмяки.

## Достопримечательности
Район возник вокруг старого завода, а улицы получили названия по морской тематике. Квартиры в жилых зданиях на Вилккилянмяки (Vilkkilänmäki), построенных с видом на реку, являются одними из самых высоких в цене. С другой стороны, комплекс зданий, построенных на Лайвуринранна (Laivurinranna), критикуется за слишком плотную застройку.
Старый жилой фонд представлен промышленными казарменными зданиями, которые в настоящее время используются под различные культурные цели.

## Транспорт
На реке Аурайоки действует бесплатный паромчик Фёри, соединяющих район Итяранта с VIII районом.

## Население
В 2007 году население района составляло 3 656 человек.
В 2004 году численность населения района составляла 3 677 человек, из которых дети моложе 15 лет составляли 13,41 %, а старше 65 лет — 10,31 %. Финским языком в качестве родного владели 90,02 %, шведским — 5,17 %, а другими языками — 4,81 % населения района.